# Sociologie du travail (revue)
Pour l’article homonyme, voir Sociologie du travail.
Sociologie du travail est une revue scientifique française qui publie des articles dans le domaine du travail.

## Présentation
Fondée en 1959 par Michel Crozier, Jean-Daniel Reynaud, Alain Touraine et Jean-René Tréanton sous le patronage de Georges Friedmann et de Jean Stoetzel, soutenue par le Centre national de la recherche scientifique, la revue s'adresse aussi bien à des chercheurs, enseignants-chercheurs et étudiants qu'à des praticiens, professionnels et responsables politiques.

La publication est trimestrielle et en accès ouvert (open access).

Le fonctionnement de la revue est présenté dans sa charte éthique et déontologique et la composition de son comité de rédaction est consultable sur son site internet.